# Птица секретар
Птицата секретар (Sagittarius serpentarius) е вид хищна птица от разред Ястребоподобни (Accipitriformes).
Класификацията ѝ е неопределена, защото различни автори я класифицират по различен начин. Повечето считат, че спада към отделно семейство от разред Соколоподобни, а именно към семейство Птици секретар (Sagittariidae).

## Разпространение и местообитание
Тя е ендемичен вид за Африка и е толкова емблематична за част от жителите ѝ, че е част от гербовете на Судан и Южноафриканската република. Живее в саваните южно от Сахара.

## Описание
Това е много голяма сухоземна птица с подобна на орел глава и много дълги крака. Висока е около 1,3 метра и достига на дължина до 112 – 150 см, при размах на крилата между 191 и 215 см. Теглото варира от 3,74 до 4,27 кг.